# ناثان إدموندسون
ناثان إدموندسون (بالإنجليزية: Nathan Edmondson)‏ هو كاتب أمريكي، ولد في 18 أغسطس 1967.

## وصلات خارجية
- الموقع الرسمي